# SLA (ген)
SLA (англ. Src like adaptor) – білок, який кодується однойменним геном, розташованим у людей на 8-й хромосомі. Довжина поліпептидного ланцюга білка становить 276 амінокислот, а молекулярна маса — 31 156.
| 10         |  | 20         |  | 30         |  | 40         |  | 50         |
| ---------- |  | ---------- |  | ---------- |  | ---------- |  | ---------- |
| MGNSMKSTPA |  | PAERPLPNPE |  | GLDSDFLAVL |  | SDYPSPDISP |  | PIFRRGEKLR |
| VISDEGGWWK |  | AISLSTGRES |  | YIPGICVARV |  | YHGWLFEGLG |  | RDKAEELLQL |
| PDTKVGSFMI |  | RESETKKGFY |  | SLSVRHRQVK |  | HYRIFRLPNN |  | WYYISPRLTF |
| QCLEDLVNHY |  | SEVADGLCCV |  | LTTPCLTQST |  | AAPAVRASSS |  | PVTLRQKTVD |
| WRRVSRLQED |  | PEGTENPLGV |  | DESLFSYGLR |  | ESIASYLSLT |  | SEDNTSFDRK |
| KKSISLMYGG |  | SKRKSSFFSS |  | PPYFED     |  |            |  |            |

A: Аланін

C: Цистеїн

D: Аспарагінова кислота

E: Глутамінова кислота

F: Фенілаланін

G: Гліцин

H: Гістидин

I: Ізолейцин

K: Лізин

L: Лейцин

M: Метіонін

N: Аспарагін

P: Пролін

Q: Глутамін

R: Аргінін

S: Серин

T: Треонін

V: Валін

W: Триптофан

Кодований геном білок за функціями належить до фосфопротеїнів, ліпопротеїнів. 
Задіяний у такому біологічному процесі, як альтернативний сплайсинг. 
Локалізований у цитоплазмі, ендосомах.